# Халид, Фаиз
Фаиз бин-Халид (англ. Faiz bin Khaleed) (15 сентября 1980, Куала-Лумпур) — дублёр первого малайзийского космонавта (по-малайски — Angkasawan, 'ангкасаван').
Получил начальное образование в средней школе Сент-Джонс (St. John's Institution ) в г. Куала-Лумпур.
Окончил стоматологический факультет Университета Малайи.
Прошел военную подготовку в Центре обучения новобранцев ВМС в городе Танджунг Пенгелих (Tanjung Pengelih) в штате Джохор (Johor).
Стоматолог Королевских ВВС Малайзии, работает в Стоматологическом центре Министерства обороны в городе Куала-Лумпур.
В начале 2006 года он был отобран из 11 тысяч претендентов и стал одним из четырёх кандидатов в ангкасаваны.
4 сентября 2006 года был назван его в качестве одного из двух космонавтов, направляемых на подготовку в ЦПК им. Ю. А. Гагарина. 9 октября 2006 года приступил к подготовке к полету на МКС в ЦПК им. Ю. А. Гагарина. 9 октября 2007 года на заседании Государственной комиссии на космодроме Байконур был утвержден в составе дублирующего экипажа.
Во время старта корабля «Союз ТМА-11» 10 октября 2007 года был дублером первого малайзийского космонавта шейха Музафара Шукора.
22 октября 2007 года присвоено воинское звание майора.
Холост.